# Beauregard-Baret
Beauregard-Baret é uma comuna francesa na região administrativa de Auvérnia-Ródano-Alpes, no departamento de Drôme. Estende-se por uma área de 23,44 km². Em 2010 a comuna tinha 876 habitantes (densidade: 37,4 hab./km²).